# Avraham Abba Leifer
Avraham Abba Leifer (n. 1917, Carei, Austro-Ungaria – d. 7 ianuarie 1990, Așdod, Israel), a fost un rabin american-israelian originar din Carei, al doilea mare Rebbe al dinastiei hasidice Pittsburgh. Acesta s-a remarcat deoarece a mutat sediul central al dinastiei din Pittsburgh în Așdod, un oraș din Israel. El a fost caracterizat ca fiind un om umil, prietenos cu evreii de toate originile, dar și cu neevreii. 